# 李蘭影
李蘭影（韓語：이난영；1916年6月6日—1965年4月11日）是韓國歌手兼演員，因1935年熱門歌曲《木浦的眼淚》而聞名，當時熱銷五萬張。

## 生平
李蘭影出生於朝鮮日治時期全羅南道的港口城市木浦市。她出生時本名是李玉順（옥순），但後來改為李玉禮（옥례）。她的父親名叫李南順（남순），她有一個哥哥李鳳龍（이봉룡） 也是一位作曲家。她的童年很艱困，未從小学畢業。 1930年在劇院擔任演員，1932年與Okeh Record唱片公司（오케레코드）簽約以歌手出道，藝名取為李蘭影。她也是公認歷史上第一個韓國女子組合Jeogori Sisters（저고리 시스터즈）的成員。也是韓國演歌熱門歌曲《木浦的眼淚》的原唱。

## 個人生活
她嫁给了知名歌手、作曲家和指揮家金海松（1937年生）。他們育有7個孩子，其中包含金氏姐妹花的金淑子和金愛子。 韓戰期間在戰火中失去了家園，丈夫金海松被朝鮮人民軍俘虜並殺害。李蘭影為了生計，帶著孩子們去到美國軍營演唱。後來也與大女兒英子和淑子一起在釜山的夜總會表演。 
她於1965年在首爾逝世，葬於木浦三鶴島李蘭影公園。

## 相關影視及飾演者
- 《解語花》：2016年電影， 車智妍 飾。